# Manuel Corrales Nebot
Manuel Corrales Nebot (Benafigos, Castellón, España; 6 de agosto de 1949) fue un futbolista español que se desempeñaba como defensor.

## Clubes
| Club                   | País   | Año         |
| ---------------------- | ------ | ----------- |
| CD Castellón           | España | 1970 - 1973 |
| Gimnàstic de Tarragona | España | 1973 - 1974 |
| CD Castellón           | España | 1974 - 1978 |